# Marcel Logist
Marcel J. Logist, né le 20 novembre 1947 à Outgaarden est un homme politique belge flamand, membre du Sp.a.
Il fut responsable régional de la fédération des mutualités socialistes.

## Fonctions politiques
- 1983-     Conseiller communal à Tirlemont
- 1989-1994 Échevin à Tirlemont
- 1995-2000 Bourgmestre à Tirlemont
- 2007-     Bourgmestre à Tirlemont
- 1991-1995 Député fédéral
- 1992-1995 Membre du Conseil flamand
- 1995-2014 Député au Parlement flamand

## Distinctions
- Chevalier de l'Ordre de Léopold (1999)